# Пазарджик (нос)
 Вижте също: Пазарджик.
Нос Пазарджик (на английски: Pazardzhik Point) е нос в югоизточния край на остров Сноу в архипелага Южни Шетландски острови, западна Антарктика.
Носът е разположен на 2,1 km изток-североизток от нос Конуей, най-южната точка на остров Сноу, и на 9,9 km югозападно от нос Хол. През лятото е безснежен. Наименуван e в чест на град Пазарджик, България.

## Карти
- Л. Иванов. Антарктика: Остров Ливингстън и острови Гринуич, Робърт, Сноу и Смит. Топографска карта в мащаб 1:120000. Троян: Фондация Манфред Вьорнер, 2009. ISBN 978-954-92032-4-0